# كازوتوشي ميورا
كازوتوشي ميورا (باليابانية: 三浦 和俊) (7 مارس 1977 في ميازاكي في اليابان – )؛ هو لاعب كرة قدم سابق كان يلعب كلاعب وسط.